# Amphipsyche bifasciata
Amphipsyche bifasciata är en nattsländeart som beskrevs av Navás 1931. Amphipsyche bifasciata ingår i släktet Amphipsyche och familjen ryssjenattsländor. Inga underarter finns listade i Catalogue of Life.